# 孟義
孟義，元朝济南人，孟德的儿子。
1259年，孟義与其父孟德跟随忽必烈攻南宋鄂州。孟义袭为万户，领兵守沂州、郯城。中统四年（1263年），被赐虎符。至元元年（1264年），在郯城筑城。至元六年（1269年），跟随山东统军帖赤抵达五河，宋军拒守南岸，孟义率兵渡河攻打，多次作战有功。至元九年（1272年），授为怀远大将军，转任宿州万户。至元十一年（1274年），宋朝制置夏贵攻打正阳，孟义夺战舰数艘，于是击败宋军。至元十二年（1264年），攻掠至安庆等处，攻克扬子桥获功。至元十三年（1276年）三月，改守杭州。九月，跟随攻下福建、温州、台州等处。至元十四年（1277年）四月，授为昭勇大将军、瑞州路达鲁花赤。十月，改镇闽州。至元十六年（1279年），授为昭勇大将军、招讨使。至元二十二年（1285年），再担任沂郯万户。元贞元年（1295年），因年老辞职。其子孟智袭职，授为三珠虎符、宣武将军，担任万户。延祐二年（1315年），进升为明威将军，因病去职。孟智之子孟安世袭任。